# Station Albi-Ville
Station Albi-Ville is een spoorwegstation in de Franse stad Albi.